# ARPA-E
ARPA-E o Advanced Research Projects Agency-Energy (Agencia de Proyectos de Investigación Avanzados-Energía) es una agencia del Gobierno de los Estados Unidos encargada de promover y financiar la investigación y el desarrollo de tecnologías energéticas avanzadas. El modelo que sigue es el de la Agencia de Proyectos de Investigación Avanzada de Defensa (DARPA).

## ARPA-E y EERE
ARPA-E fue creada para financiar proyectos de tecnología de la energía que traduzcan descubrimientos científicos e invenciones de vanguardia en innovaciones tecnológicas y aceleren los avances tecnológicos en áreas de alto riesgo que la industria no es probable que opere de forma independiente. No financia mejoras mínimas en tecnologías existentes; dicha tecnología se apoya a través de programas DOE existentes, como los de la Oficina de Eficiencia Energética y Energía Renovable (EERE) del Departamento de Energía.